# Рыжов, Юрий Алексеевич
Ю́рий Алексе́евич Рыжо́в (28 октября 1930, Москва — 29 июля 2017, там же) — советский и российский учёный в области механики жидкости и газа, политический и общественный деятель, дипломат, академик РАН (1987; член-корреспондент с 1981), почётный член Международной инженерной академии, доктор технических наук, посол РФ во Франции (1992—1998). Чрезвычайный и полномочный посол (1991).

## Биография
Родился 28 октября 1930 года в Москве. В Великую Отечественную войну вместе с семьёй был эвакуирован в Свердловск. После войны в 1948 году окончил с серебряной медалью московскую школу № 59. Юрий Алексеевич увлекся рисованием и учась в школе с 1944 по 1947 год брал частные уроки рисунка и живописи.
В 1954 году окончил Московский физико-технический институт по специальности «Аэромеханика». Будучи студентом, начал трудовую деятельность в ЦАГИ (Жуковский) и работал там до 1958 года, занимался экспериментальной и теоретической аэродинамикой ракет «воздух-воздух», «земля-воздух», поступил в аспирантуру (заочно). В 1949—1950 годах увлекался велоспортом и выступал за команду московского спортивного клуба «Динамо».
С 1958 по август 1960 года работал в Исследовательском центре имени М. В. Келдыша (тогда НИИ-1), куда перешёл по приглашению академика Г. И. Петрова, занимался исследованиями в области аэродинамики больших скоростей.
Член КПСС с 1960 по 1990 годы.
В 1960—1992 годах и с 1999 года работал в Московском авиационном институте: доцент, профессор, проректор (1972—1986), ректор (1986—1992); заведующий кафедрой аэродинамики летательных аппаратов (2003—2017). В 1977 году преподавал с Стэндфордском университете в США.
В 1989—1992 годах — народный депутат СССР, до 1991 года — член Президиума Верховного Совета СССР, председатель Комитета Верховного Совета СССР по науке и технологиям. Один из организаторов Межрегиональной депутатской группы Съезда народных депутатов СССР.
В 1990—1991 годах — первый заместитель председателя Высшего политического консультативного совета при председателе Верховного Совета РСФСР. В 1991 году — председатель Комитета Совета Союза Верховного Совета СССР по науке, технологиям и образованию и член Политического консультативного совета при президенте СССР. Летом 1991 года в обращении к главе государства М. С. Горбачёву выступил резко против предложенной военными идеи отмены отсрочки студентам от призыва в армию, указав на последствия такой практики в 1983—1988 гг. (в итоге отсрочка была сохранена).
Михаил Полторанин свидетельствовал, что Рыжову предлагался пост премьер-министра при Ельцине, однако Рыжов отказался. По словам Рыжова, он отказывался от поста премьер-министра дважды.

C 4 января 1992 по 1998 год — чрезвычайный и полномочный посол России во Франции. По словам бывшего посла России во Франции Александра Орлова:
«Академику Ю. А. Рыжову выпало работать на очень сложном, переломном этапе в истории России. Я думаю, что он был тем самым человеком, который должен был в то время занимать пост посла во Франции: настоящий русский интеллигент, большой эрудит, человек, который располагал к себе французское руководство. Ему удалось сформировать позитивный образ новой России, что было крайне важно в тот ответственный период».
В 1992—1993 годах — член Президентского консультативного совета Российской Федерации, с 1993 года — член Президентского совета Российской Федерации.
С 1994 года — президент Международного инженерного университета. Председатель Российского Пагуошского комитета при Президиуме РАН (2001—2012), член Совета Пагуошского движения учёных (2002—2013), председатель Научного совета РАН «История мировой культуры», председатель жюри научной секции независимой премии «Триумф», член общественного Комитета защиты учёных, член Национального комитета России по теоретической и прикладной механике, член Попечительского совета фонда «Индем», член Совета по внешней и оборонной политике. Был членом учредительного совета газеты «Московские новости», входил в состав жюри премии «Просветитель» и редколлегии книжной серии «Литературные памятники» (c 2002).
4 октября 2010 года Алексей Кондауров и Андрей Пионтковский опубликовали на сайте Грани.Ру статью «Как нам победить клептократию», где предложили выдвинуть в президенты единого кандидата от правой и левой оппозиции от партии КПРФ. В качестве кандидатов они предложили выдвинуть кого-нибудь из российских старейшин. Наряду с Жоресом Алфёровым и Виктором Геращенко, ими была предложена и кандидатура Юрия Рыжова.

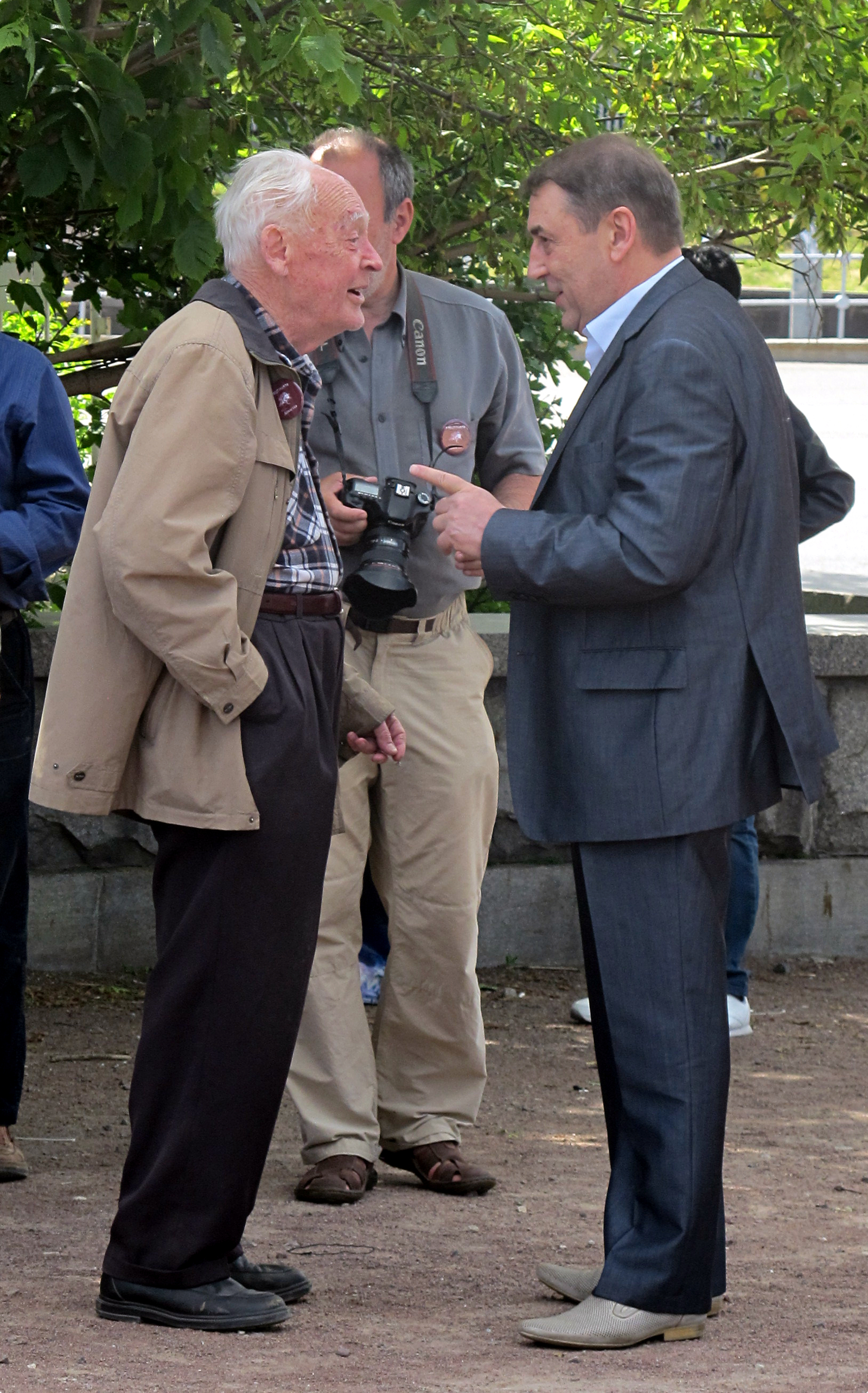
На митинге в защиту образования и науки (2015)

В сентябре 2014 года подписал заявление с требованием «прекратить агрессивную авантюру: вывести с территории Украины российские войска и прекратить пропагандистскую, материальную и военную поддержку сепаратистам на Юго-Востоке Украины».

По высказанному им в январе 2015 года мнению:
«Россия зашла в полный тупик. Она вошла в системный кризис, который по-русски называется Смутой, где-то в районе 2009—2010 года».
В последнем интервью, взятом за несколько дней до смерти, Юрий Рыжов высказал мнение, что:
Путин от власти не уйдёт, а Россия будет загнивать.
Скончался 29 июля 2017 года в возрасте 86 лет в Москве. Прощание прошло 2 августа в Москве в Сахаровском центре. 

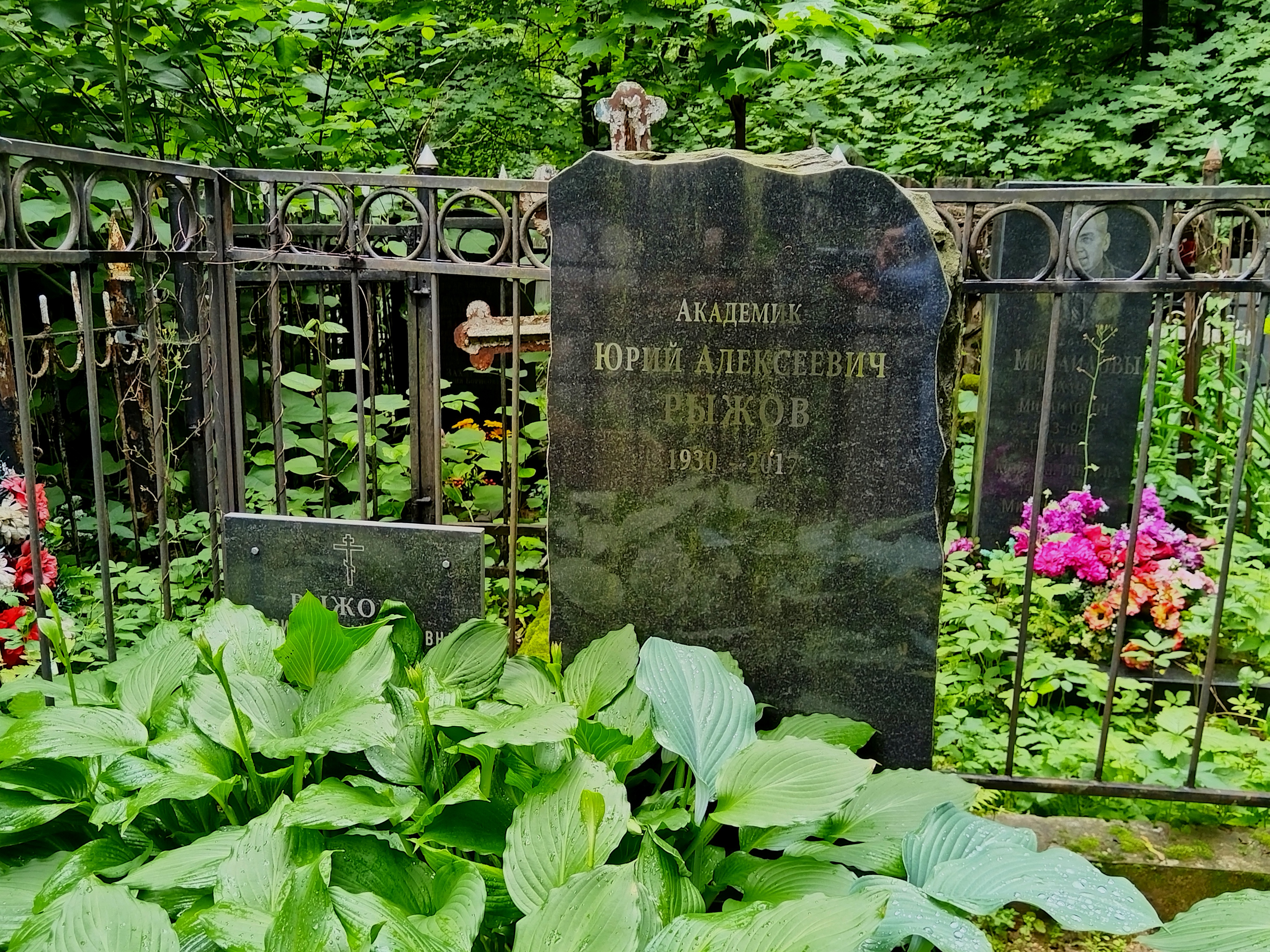
Могила Ю. А. Рыжова на Ваганьковском кладбище

Тело было кремировано, а урна с прахом захоронена в Москве на Ваганьковском кладбище (уч. 2) рядом с бабушкой Агриппиной Михайловной Рыжовой (1867—1948).
Проживал в Москве на улице Академика Зелинского.

## Семья
Отец — Алексей Георгиевич Рыжов (1895—1960), родился в подмосковной деревне Кочергино рядом с городом Рогачев. Мать Алексея Георгиевича, Агриппина Михайловна Рыжова (1867—1948), перевезла сына в Москву и отдала на обучение. Алексей Георгиевич окончил обучение незадолго до Первой мировой войны, работал клерком в чаеразвесочной компании Высоцкий — поставщике чая в Россию. Первую мировую войну закончил в звании прапорщика. Во времена НЭПа работал бухгалтером в одном из частных издательств. В середине 1930-х годов окончил Всесоюзный заочный финансовый институт. Работал главным бухгалтером в одном из главков Наркомата черной металлургии.
Мать — Анастасия Петровна Рыжова (1894/1895—1981), родилась в деревне Поповка Смоленской губернии в многодетной крестьянской семье и окончила три класса сельской школы, после чего отец послал её на заработки в Москву для помощи семье. В Москве она нашла работу прислуги в зажиточном доме. Во времена НЭПа работала кассиром-билетёром в Москве в кинотеатре «Уран» (пересечение Садового кольца с началом проспекта Мира).
Старшая сестра — Нина Алексеевна Рыжова (1919 — ум.), окончила МАИ, работала инженером в Исследовательском центре имени М. В. Келдыша (тогда НИИ-1) до 1958 года и затем в ЦАГИ. Похоронена в Москве на Введенском (Немецком) кладбище.
Муж сестры (с 1940 по 1947) — Сергей Анатольевич Мальмберг, окончил МАИ, ведущий инженер ЛИИ в г. Жуковский. Погиб в авиакатастрофе при испытании бортовых систем новой авиационной техники в мае 1947 году. Похоронен в Москве на Введенском (Немецком) кладбище.
Племянник — Александр Сергеевич (род. 1943)
Жена (с 1952 по 2017) — Рэма Ивановна Рыжова (в девичестве Ермакова). Окончила МГИМО с отличием, кандидат исторических наук. Работала в академическом журнале «Вопросы истории». Позже, до ухода на пенсию, в одном из историко-политических журналов заместителем главного редактора. C 1992 по 1998 год вместе с мужем находилась во Франции.
- Старшая дочь — Екатерина Юрьевна Рыжова. Окончила отделение структурной и прикладной лингвистики МГУ им. Ломоносова. Работала инженером — программистом. В группе с соавторами создала одну из первых систем перевода с русского на английский и с английского на русский текстов, связанных с авиационно-ракетной промышленностью[4].
  - Внук — Егор[4]
    - Правнук — Тимофей (род. 2017)[4]

- Младшая дочь — Надежда Юрьевна Рыжова. Окончила французское отделение Московского государственного лингвистического института. Работала преподавателем в вузе. Сейчас работает в издательстве «Наука» при Российской академии наук в редакции физико-математической и технической литературы (Физматлит)[4].
  - Внуки — Фёдор, Сергей (закончил МАИ) и Ольга[4].

## Награды
- Орден «За заслуги перед Отечеством» III степени (5 апреля 1999) — за заслуги перед государством и значительный вклад в проведение внешнеполитического курса России[19]
- Орден Октябрьской Революции (1986)
- Орден Трудового Красного Знамени (1970)
- Орден «Знак Почёта» (1976)
- Медаль «Защитнику свободной России» (20 августа 1997) — за исполнение гражданского долга при защите демократии и конституционного строя 19-21 августа 1991 года[20]
- Великий офицер ордена Почётного легиона (Франция, 1999)
- Лауреат Премии Президента Российской Федерации в области образования[21] (2000)
- Лауреат Государственной премии СССР (1983) «за аэродинамику посадочного аппарата для Венеры»
- Лауреат премии им. Н. Е. Жуковского I степени (1982) — за работу «О динамическом гистерезисе и аэродинамических характеристиках крыла и самолёта при дозвуковом нестационарном обтекании»
- Премия Московской Хельсинкской группы за исторический вклад в защиту прав человека и в правозащитное движение (2016)[22].

## Память
В 2019 году на фасаде одного из корпусов Московского авиационного института состоялось торжественное открытие мемориальной доски в память об академике Ю. А. Рыжове.